# Nederlands-Antilliaans voetbalelftal (vrouwen)
Het Nederlands-Antilliaans vrouwenvoetbalelftal was een voetbalteam dat uitkwam voor Nederlandse Antillen bij internationale wedstrijden, zoals de CONCACAF Gold Cup voor vrouwen.

## CONCACAF historie
NAVU · A-internationals · Nederlands-Antilliaans vrouwenelftal · Olympisch elftal
Antigua en Barbuda ·
Aruba ·
Bahama's ·
Barbados ·
Bermuda ·
Colombia ·
Costa Rica ·
Cuba ·
Denemarken ·
Dominicaanse Republiek ·
El Salvador ·
Grenada ·
Guatemala ·
Guyana ·
Haïti ·
Honduras ·
Jamaica ·
Kaaimaneilanden ·
Mexico ·
Nederland ·
Nicaragua ·
Panama ·
Puerto Rico ·
Saint Lucia ·
Saint Vincent en de Grenadines ·
Suriname ·
Trinidad en Tobago ·
Venezuela · 
Verenigde Staten